# Hammarby församling
För den tidigare församlingen med detta namn i Södermanland, se Hammarby församling, Strängnäs stift.
Hammarby församling är en församling i Sollentuna kontrakt i Stockholms stift. Församlingen ligger i Upplands Väsby kommun i Stockholms län. Församlingen utgör ett eget pastorat.

## Administrativ historik
Församlingen har medeltida ursprung.
Församlingen bildade till 1982 gemensamt pastorat med Fresta församling som moderförsamling under medeltiden och mellan 1962 och 1982 och annexförsamling däremellan. Från 1982 utgör församlingen ett eget pastorat.

## Kyrkor
- Hammarby kyrka
- Vilunda kyrka